# كيكزلا كورتيسية
كيكزلا كورتيسية (الاسم العلمي: Kickxella corticii) هو نوع من الفطريات يتبع جنس الكيكزلا من الفصيلة الكيكزلية.